# Седми канал (Казахстан)
Седми канал (на казахски: Жетінші арна) е републикански информационно-развлекателен телевизионен канал в Казахстан. Седалището му е разположено в град Астана. Излъчването се осъществява на казахски и руски език.

## История
Седми канал започна излъчването си на 9 септември 2009 г., като замества „Ера ТВ“. През 2010 г. телевизионният канал започва активно да развива присъствието си в интернет пространството.
През 2015 г. Седми канал става първият казахстански телевизионен канал, който представя иновативната технология за „Втори екран“. На 1 юни 2015 г. е взето решение за прекратяване на информационните програми и новини. От 2016 г. Седми канал се позиционира като развлекателен канал.
През 2021 г. Седми канал стартира сутрешната програма „Оян, Казахстан“ и вечерната информационна програма „Студио 7“.
През 2022 г. Седми канал стартира информационно излъчване – AIBAT, превръщайки се шест години по-късно в информационно-развлекателен канал.